# Cardioplégie
La cardioplégie consiste en la cessation volontaire et temporaire de l'activité d'un cœur, initialement pour la chirurgie cardiaque.

## Généralités

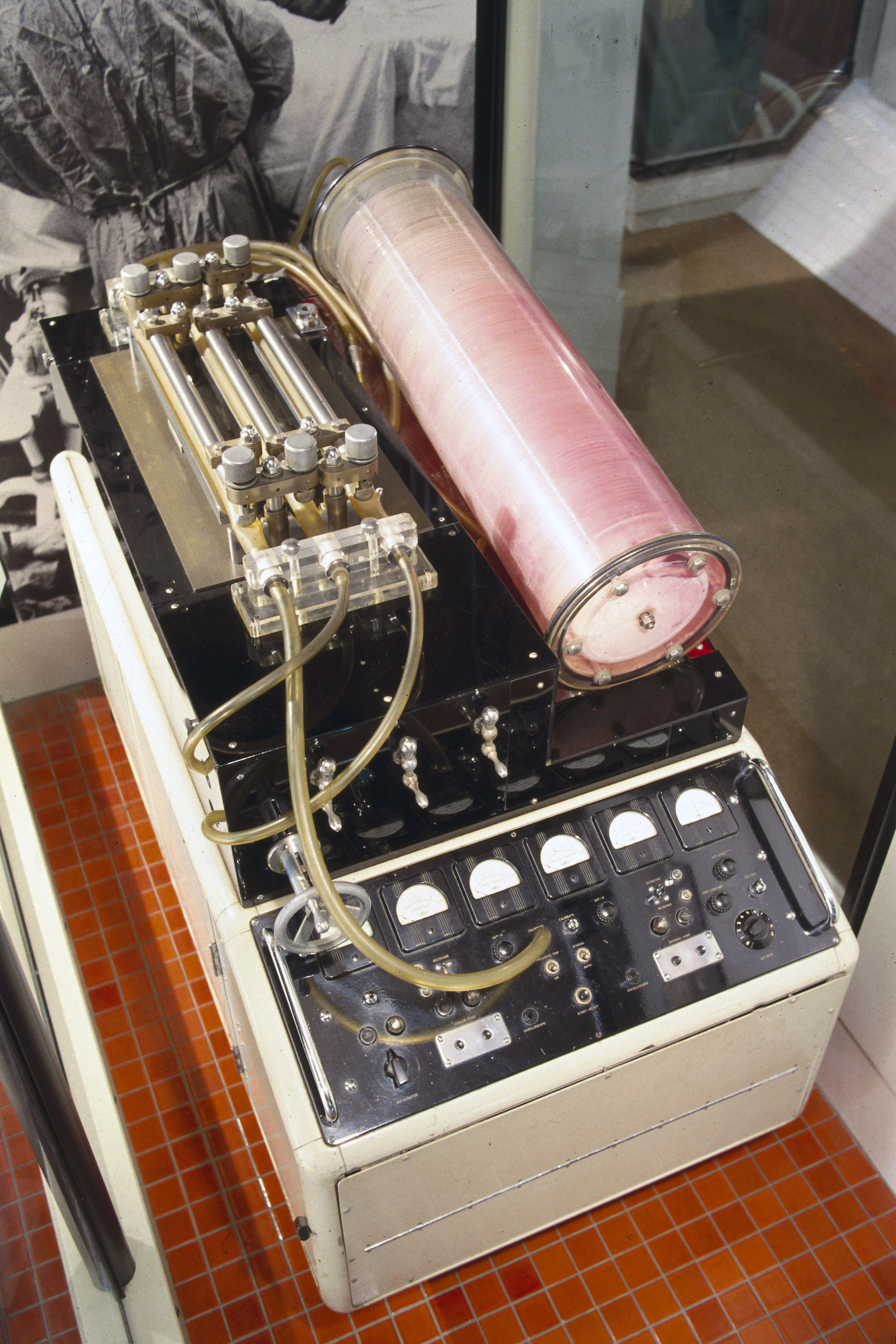
Une des premières « machines cœur-poumon », développée au Royaume-Uni dans les années 1955-1960.

Le mot « cardioplégie » est construit des racines cardio-, « cœur », et -plégie, « paralysie ».
Techniquement cela consiste à interrompre ou arrêter le cœur pour permettre les gestes chirurgicaux sur des organes immobiles et peu hémorragiques.
Plus communément le mot « cardioplégie » est employé pour tout moyen d'obtenir une asystolie, une paralysie du cœur.
Les quatre objectifs principaux d'une cardioplégie hypothermique peuvent se résumer à :
1. repos électrobiomécanique immédiat et prolongé ;
2. refroidissement homogène, rapide et prolongé du myocarde ;
3. maintien des adjuvants thérapeutiques à des concentrations efficaces ;
4. rinçage périodique des inhibiteurs métaboliques.

La procédure la plus courante pour obtenir l'asystolie consiste à infuser une solution cardioplégique froide dans la circulation coronaire. Ce processus protège le myocarde, ou muscle du cœur, des dommages que pourrait occasionner une période d'ischémie.
Pour ce faire, le patient est initialement placé sous circulation extracorporelle. Connue sous le nom de « machine cœur-poumon », ce matériel prend en charge les fonctions d'échange gazeux des poumons et celles de circulation sanguine du cœur.
Le cœur est ensuite isolé de la circulation sanguine corporelle au moyen d'un clamp transversal occlusif disposé entre l'aorte proximale ascendante et le tronc artériel brachiocéphalique. Pendant cette période d'isolement cardiaque, l'organe ne reçoit plus de sang, et n'est donc plus oxygéné pour son métabolisme. Pendant que la solution cardioplégique diffuse à tout le myocarde, l'ECG se modifie et une asystolie peut survenir.
La cardioplégie freine le métabolisme du muscle cardiaque, réduisant ainsi la mort cellulaire pendant le temps de l'ischémie.

## Physiologie
La solution cardioplégique est le moyen de protéger un myocarde ischémié de lyses cellulaires. La réduction du métabolisme du cœur, par la réduction du travail physiologique et par l'hypothermie, y contribue.
Sur le plan hydroélectrophysiologique, la forte concentration en potassium que présentent la plupart des solutions cardioplégiques abaisse le potentiel de repos membranaire des cellules cardiaques.
Le potentiel de repos normal des myocytes est d'environ −90 mV. Quand la solution cardioplégique extracellulaire prend la place de sang baignant les myocytes, le potentiel de membrane devient moins négatif, la cellule devenant ainsi plus aisément dépolarisable. La dépolarisation provoque la contraction ; le calcium intracellulaire est séquestré par le réticulum sarcoplasmique via des pompes calciques ATP dépendantes, et la relaxation cellulaire s'instaure (diastole). La forte concentration de potassium dans le milieu extracellulaire vient empêcher la repolarisation. Le potentiel de repos du myocarde ventriculaire est d'environ −84 mV à une concentration extracellulaire de K+ de 5,4 mmol·l-1. Élever cette concentration à 16,2 mmol·l-1 induit un potentiel de repos de −60 mV, niveau auquel les fibres myocardiques sont insensibles aux stimuli habituels.
Si le potentiel de repos approche −50 mV, les canaux sodiques sont inactivés, conduisant à un arrêt de l'activité cardiaque en diastole.
Les canaux membranaires d'inactivation, ou portes h des canaux sodiques, sont dépendants du voltage. Plus le potentiel de membrane est négatif, plus les portes h des canaux ont tendance à se fermer. En cas de dépolarisation partielle obtenue dans un processus progressif tel que l'élévation peu à peu du niveau de K+ extracellulaire, alors les portes ont amplement le temps de se fermer et d'ainsi inactiver les canaux sodium. Si la cellule est partiellement dépolarisée, nombreux canaux sodiques sont déjà inactivés, et seule une fraction de ces canaux peuvent admettre le courant entrant des ions Na+ au cours de la phase 0 de la dépolarisation.
Deux autres cations, Na+ et Ca2+, peuvent être notablement employés pour arrêter le cœur. En privant la perfusion de sodium le cœur ne battra pas car le potentiel d'action dépend des ions Na+ extracellulaires. Cependant la privation d'ions Na+ ne modifie pas le potentiel de repos de la membrane cellulaire. De même la privation d'ions Ca2+ extracellulaires conduit à une baisse de la force contractile, voire à un arrêt cardiaque en diastole. La solution HTK (histidine-tryptophan-ketoglutarate) est un exemple de solution pauvre en [K+] et en [Na+]. À l'inverse une augmentation de la concentration extracellulaire des ions Ca2+ augmente la force contractile. Élever suffisamment la concentration en Ca2+ conduit à un arrêt cardiaque en systole. L'expression « cœur de pierre », en anglais : stone-heart, ou rigor, décrit cet état fatal et irréversible.
L'autre facteur-clef de la plupart des stratégies de cardioplégie réside dans l'hypothermie. C'est un autre moyen d'obtenir une baisse du métabolisme myocardique au cours des périodes d'ischémie. L'équation de Van 't Hoff établit par calcul que la consommation d'oxygène baissera de 50 % à chaque palier de baisse de température de 10 °C. Cet effet Q10 (en) associé à l'arrêt cardiaque obtenu par la chimie pourrait réduire la consommation d'oxygène par le myocarde (MVO2) de 97 %.
La cardioplégie froide est apportée au cœur à la racine de l'aorte. L'apport de sang au cœur passe par les artères coronaires. La cardioplégie en diastole permet de s'assurer que le cœur n'exploite pas ses réserves énergétiques (sous forme d'ATP, adénosine triphosphate). Du sang est habituellement ajouté à cette solution, dans des proportions variant de 0 à 100 %. Le sang y joue un rôle de tampon et fournit également les nutriments pendant la période d'ischémie ainsi maîtrisée.
Une fois l'intervention chirurgicale sur les vaisseaux cardiaques (PAC : pontage aorto-coronarien) ou à l'intérieur-même du cœur lors d'un remplacement valvulaire ou de la correction d'une malformation cardiaque congénitale, etc. est terminée, le clamp est retiré et l'isolement du cœur est levé, de telle sorte que le flux sanguin physiologique soit rétabli et que les battements du cœur reprennent.
La solution liquide froide (généralement à 4 °C) permet au cœur de baisser en température, autour de 15–20 °C, et ainsi de réduire son métabolisme et de prévenir les lésions du muscle cardiaque. Ces propriétés sont majorées avec une solution cardioplégique riche en potassium.
Quand la solution est introduite à la racine de l'aorte (avec un clamp sur l'aorte en aval pour minimiser la circulation systémique), il s'agit d'une cardioplégie antérograde. Si la solution est introduite dans le sinus coronarien il s'agit d'une cardioplégie rétrograde.

## Composition
- Solution de St. Thomas ;
- solution de Bretschneider ;
- solution de l'université du Wisconsin (en) (Viaspan) ;
- Custodiol HTK
- Celsior

Il existe diverses solutions cardioplégiques, variant par leur composition. Le seul composant essentiel, présent dans la plupart des solutions, consiste en du chlorure de potassium à une concentration variant de 20  à   30 mmol·l-1. D'autres composants tels que le mannitol, le bicarbonate de sodium, la procaïne, etc. sont d'une importance secondaire. Voici la composition de quelques solutions cardioplégiques cristalloïdes génériques.

### Induction
- Bicarbonate de sodium 8,4 % : 31,25 mEq
- Chlorure de potassium : 35 mEq
- Mannitol 25 % : 3,75 g
- Isolyte-S pH 7,4 : 133 ml

Préparation médicamenteuse :
- Lidocaïne 2 % : 62,5 mg
- Nitroglycérine : 500 μg
- Albumine 25 % : 12,5 g

### Reperfusion
- Mannitol 20 % : 37,5 ml
- Isolyte-S pH 7,4 : 291,75 ml
- CPD : 30 ml
- MSA/MSG 0,92M : 70 ml

Préparation médicamenteuse :
- Bicarbonate de sodium : 62,5 mEq (62,5 ml)
- Lidocaïne 2 % : 125 mg (6,2 ml)
- Nitroglycérine : 1 000 μg (0,2 ml)

### Solutions de Ringer
- Solution de Ringer: 1 000 ml
- Chlorure de potassium : 20 mEq
- Chlorure de magnésium : 32 mEq
- Mannitol 20 % : 10 g
- Bicarbonate de sodium 8,4 % : 6,5 mEq

Préparation médicamenteuse :
- Procaïne 10 % : 2,73 ml

### Entretien
- Bicarbonate de sodium 8,4 % : 125 mEq
- Chlorure de potassium : 25 mEq
- Mannitol 25 % : 15 g
- Isolyte-S pH 7,4 : 802 ml